# Fabras
Fabras ist eine französische Gemeinde mit 458 Einwohnern (Stand 1. Januar 2022) im Département Ardèche in der Region Auvergne-Rhône-Alpes. Sie gehört zum Arrondissement Largentière und zum Kommunalverband Ardèche des Sources et Volcans
.

## Geografie
Fabras liegt in einem engen Tal am Oberlauf der Ardèche im Regionalen Naturpark Monts d’Ardèche im Zentralmassiv, 88 Kilometer südlich von Saint-Étienne, 38 Kilometer nordwestlich von Montélimar und etwa 12 Kilometer nördlich von Largentière, dem Hauptort des gleichnamigen Arrondissements. Nachbargemeinden von Fabras sind Pont-de-Labeaume im Nordwesten, Vals-les-Bains im Nordosten, Prades im Südosten und Jaujac im Südwesten. Das Gemeindegebiet umfasst eine Fläche von 752 Hektar, die mittlere Höhe beträgt 443 Meter über dem Meeresspiegel. Der Lignon verläuft an der östlichen Gemeindegrenze, außerdem gibt es zahlreiche Bäche auf dem Gemeindegebiet.
Fabras ist einer Klimazone des Typs Cfb (nach Köppen und Geiger) zugeordnet: Warmgemäßigtes Regenklima (C), vollfeucht (f), wärmster Monat unter 22 °C, mindestens vier Monate über 10 °C (b). Es herrscht Seeklima mit gemäßigtem Sommer.

### Bevölkerungsentwicklung
| Jahr                       | 1962 | 1968 | 1975 | 1982 | 1990 | 1999 | 2006 | 2018 |
| Einwohner                  | 220  | 188  | 185  | 214  | 265  | 276  | 333  | 421  |
| Quellen: Cassini und INSEE |      |      |      |      |      |      |      |      |

## Sehenswürdigkeiten
Die Gärten des Château du Pin sind vom französischen Kulturministerium als „bemerkenswert“ prämierte Jardins remarquables. Die Gärten sind mit Werken der Bildhauerin Martine Diersé dekoriert und seit dem Jahr 2002 zur Besichtigung geöffnet. 
Das Gebäude wurde im 12. Jahrhundert als Burg für die Familie de Chanaleilles erbaut und im Jahr 1591 umgebaut. Die Familie wohnte dort bis ins 18. Jahrhundert. Später gelangte der Pfarrer der Ortschaft in den Besitz des Grundstücks, er wurde im Jahr 1800 ermordet. Das Grundstück wurde in vier Teile aufgeteilt und als Nationalgut verkauft. Erst im 20. Jahrhundert wurden die Teile des Grundstücks wieder vereint. 1957 kaufte die expressionistische Malerin Colette Bonzo (1917–1967) das Château du Pin.

## Wirtschaft
Auf dem Gemeindegebiet gelten kontrollierte Herkunftsbezeichnungen (AOC) für Picodon-Käse und Edelkastanien (Châtaigne d’Ardèche) sowie geschützte geographische Angaben (IGP) für Dauerwurst (Saucisson de l’Ardèche), Schinken (Jambon de l’Ardèche) und Wein (Ardèche, Comtés Rhodaniens und Méditerranée blanc, rosé und rouge).